# Euthelaira
Euthelaira är ett släkte av tvåvingar. Euthelaira ingår i familjen parasitflugor.
Kladogram enligt Catalogue of Life:
| Euthelaira | \| \| Euthelaira inambarica \| \| \| \| \| \| Euthelaira rufilabris \| \| \| \| |
|            | \| \| Euthelaira inambarica \| \| \| \| \| \| Euthelaira rufilabris \| \| \| \| |
|            | Euthelaira inambarica                                                           |
|            |                                                                                 |
|            | Euthelaira rufilabris                                                           |
|            |                                                                                 |